# Суслов, Пётр Игнатьевич
Пётр Игна́тьевич Су́слов (16 января 1910, село Борисовка, Тамбовская губерния — 3 июля 1982, Мичуринск, Тамбовская область) — участник Великой Отечественной войны, командир миномётного расчёта 78-го гвардейского стрелкового полка, старшина миномётной роты (25-я гвардейская стрелковая дивизия, 6-я армия, Юго-Западный фронт), гвардии сержант. Герой Советского Союза.

## Биография

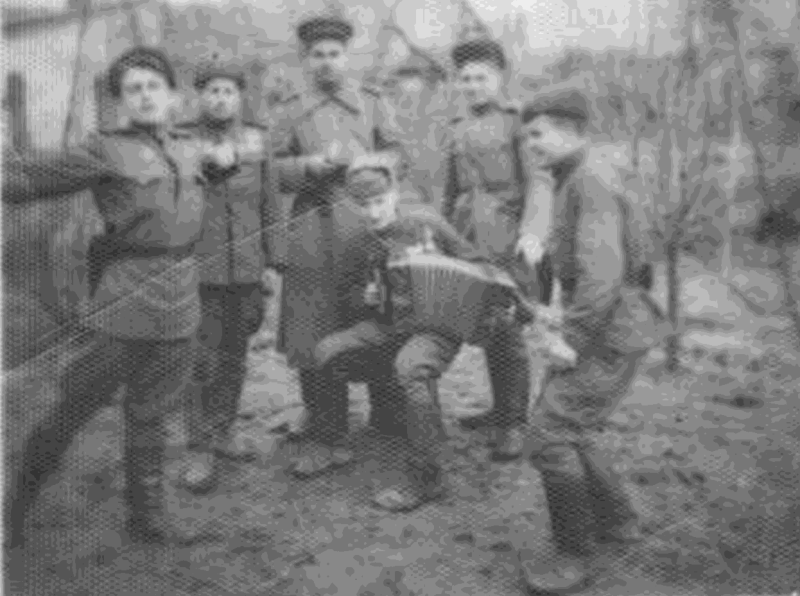
Весна 1944 года

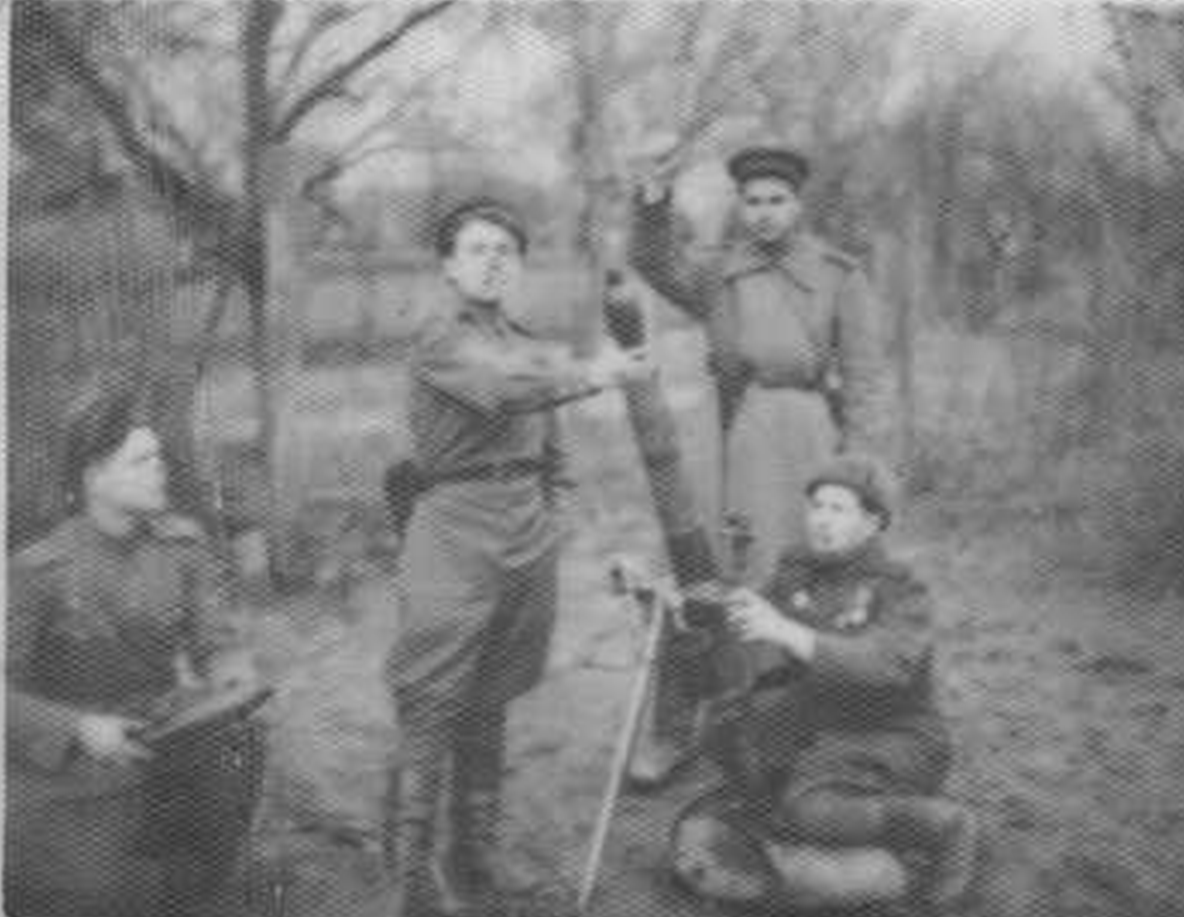
Весна 1944 года

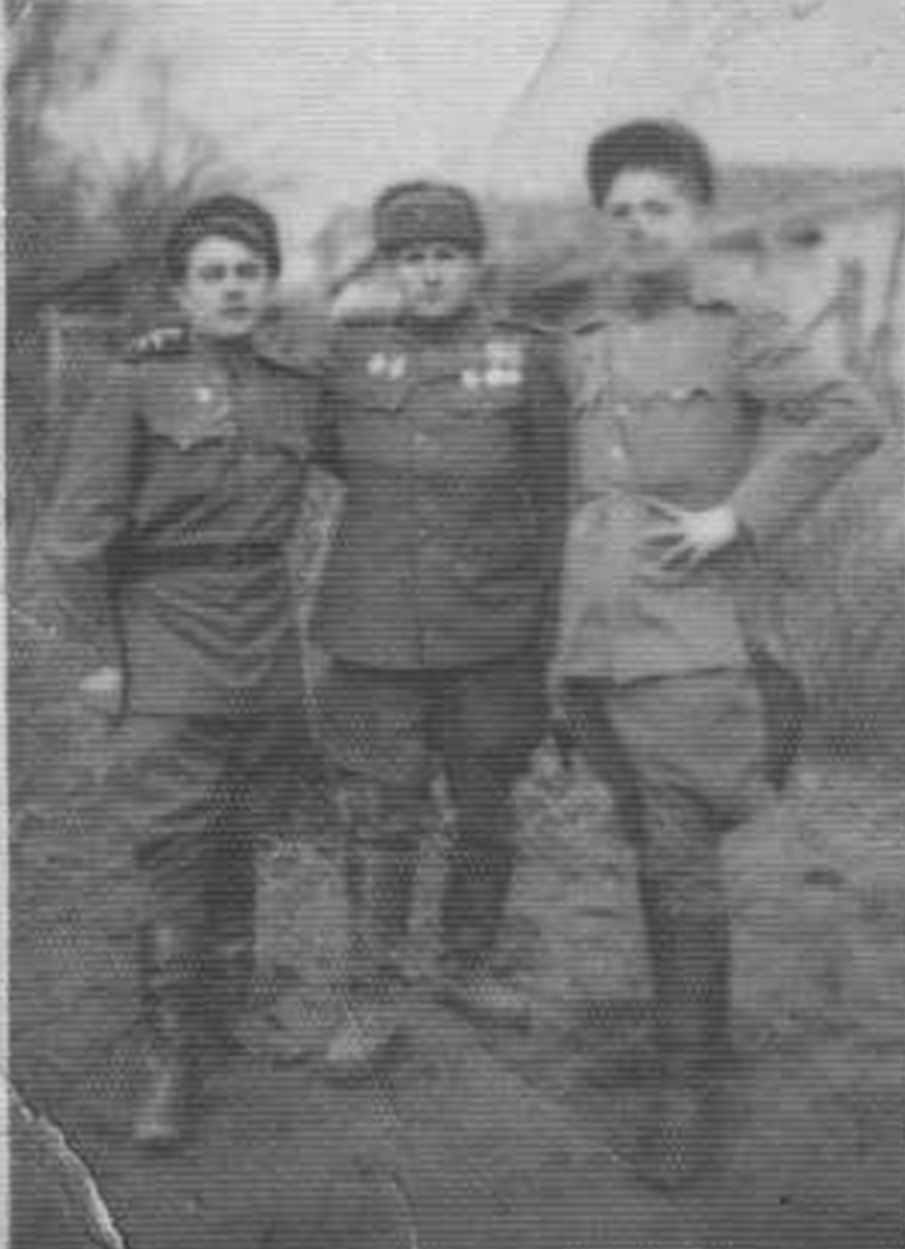
Весна 1944 года

Родился в крестьянской семье в селе Борисовка (ныне — Добровский район Липецкой области). Русский.
Окончил начальную школу. В 14 лет с отцом уехал на заработки, работал каменщиком и печником. В 1935 году приехал в Мичуринск, затем переехал в Подмосковье.
В апреле 1942 года призван в Красную Армию, зачислен в 25-ю гвардейскую стрелковую дивизию. К осени 1943 года был назначен старшиной миномётной роты 78-го полка. Член ВКП(б)/КПСС с 1943 года.
В конце сентября 1943 года части и соединения 25-й гвардейской дивизии совместно с частями 333-й стрелковой дивизии освободили от фашистов город Синельниково и вышли к Днепру. В ночь на 26 сентября десантно-ударная группа из 66 бойцов, в состав которой входил и миномётный расчёт под командованием сержанта Суслова, скрытно форсировала Днепр. На рассвете гвардейцы неожиданно для противника атаковали небольшой укреплённый населённый пункт и выбили из него гитлеровцев, захватили укрепления, артиллерийское орудие и тяжёлый пулемёт. Фашисты бросились в контратаку.
Тринадцать раз в течение дня, используя авиацию и технику, гитлеровцы пытались выбить группу с занятых позиций. Но десантники смогли отбить все атаки, подбив при этом из трофейного орудия несколько танков и нанеся большой урон живой силе противника. Немало фашистов полегло от миномётного огня расчёта сержанта Суслова. Но большие потери понесли и гвардейцы. К концу дня в живых осталось только 13 бойцов, из них четверо были тяжело ранены.
Ночью на плацдарм переправилось ещё несколько подразделений 78-го полка. Гвардейцы удерживали захваченный плацдарм почти месяц, до переправы основных сил. 25 октября 1943 года, выполняя приказ командования, гвардейцы приняли меры к расширению захваченного плацдарма. И опять в первых рядах сражался расчёт сержанта Суслова. Проявляя мужество и отвагу, гвардейцы-миномётчики обеспечили продвижение пехоты. В этот день они уничтожили два взвода гитлеровцев, три расчёта противотанковых пушек и подавили огонь четырёх пулемётных точек противника.
Командир полка полковник Григорьев за доблесть, проявленную в боях при форсировании Днепра, захвате, удержании и расширении плацдарма на его правом берегу, представил сержанта Петра Игнатьевича Суслова к званию Героя Советского Союза. Звание было присвоено Указом Президиума Верховного Совета СССР от 22 февраля 1944 года.
Затем сержант П. И. Суслов со своим расчётом участвовал в освобождении Правобережной Украины, в уничтожении Ясско-Кишиневской группировки противника. В бою под деревней Дубовое был ранен и отправлен на лечение в тыл. Из госпиталя снова вернулся в свою часть. В 1944—1945 годах воевал на территории Венгрии и Чехословакии. День Победы встретил в Праге.
В 1945 году был демобилизован. Вернулся в Мичуринск, работал на Мичуринском мясокомбинате начальником охраны, на Хоботовской МТС, в системе Вторсырья.
Умер 3 июля 1982 года.

## Награды
- Награждён орденами Ленина, Красного Знамени, Красной Звезды, медалями.

## Память
- Мемориальная доска на доме, где жил П. И. Суслов в Мичуринске.
- На Украине, в Днепропетровске, открыта диорама «Битва за Днепр», на которой запечатлён подвиг мужественных бойцов 25-й гвардейской стрелковой дивизии.